# Федерико Гонзага
Вижте пояснителната страница за други личности с името Федерико Гонзага.
Федерико Гонзага (на италиански: Federico Gonzaga, cardinal de Monferrato; * 1540, Мантуа; † 21 февруари 1565, Рим) от род Гонзага от Херцогство Мантуа, е от 1563 г. кардинал на Римокатолическата църква в Италия и епископ на Мантуа (4 юни 1563 – 21 февруари 1565).

## Живот
Той е четвъртият син на Федерико II Гонзага (1500 – 1540), херцог на Мантуа и Монферат, и втората му съпруга Маргарита Палеологина (1510 – 1566), дъщеря и наследничка на маркграф Вилхелм XI от Монферат († 1518) от династията Палеолози. Племенник е на кардинал Ерколе Гонзага (1505 – 1563).
Федерико следва в Болонския университет. Папа Пий IV го издига на Консисторията от 6 януари 1563 г. за кардинал с църквата Santa Maria Nuova. Като наследник на чичо си Ерколе Гонзага през 1563 г. Фредерико става епископ на Мантуа. Братовчед му Франческо Гонзага (1538 – 1566) го наследява в службата му през 1561 г.
След смъртта му Федерико е погребан в катедралата „Св. Петър и Павел“ в Мантуа.